# 중화전국농민협회

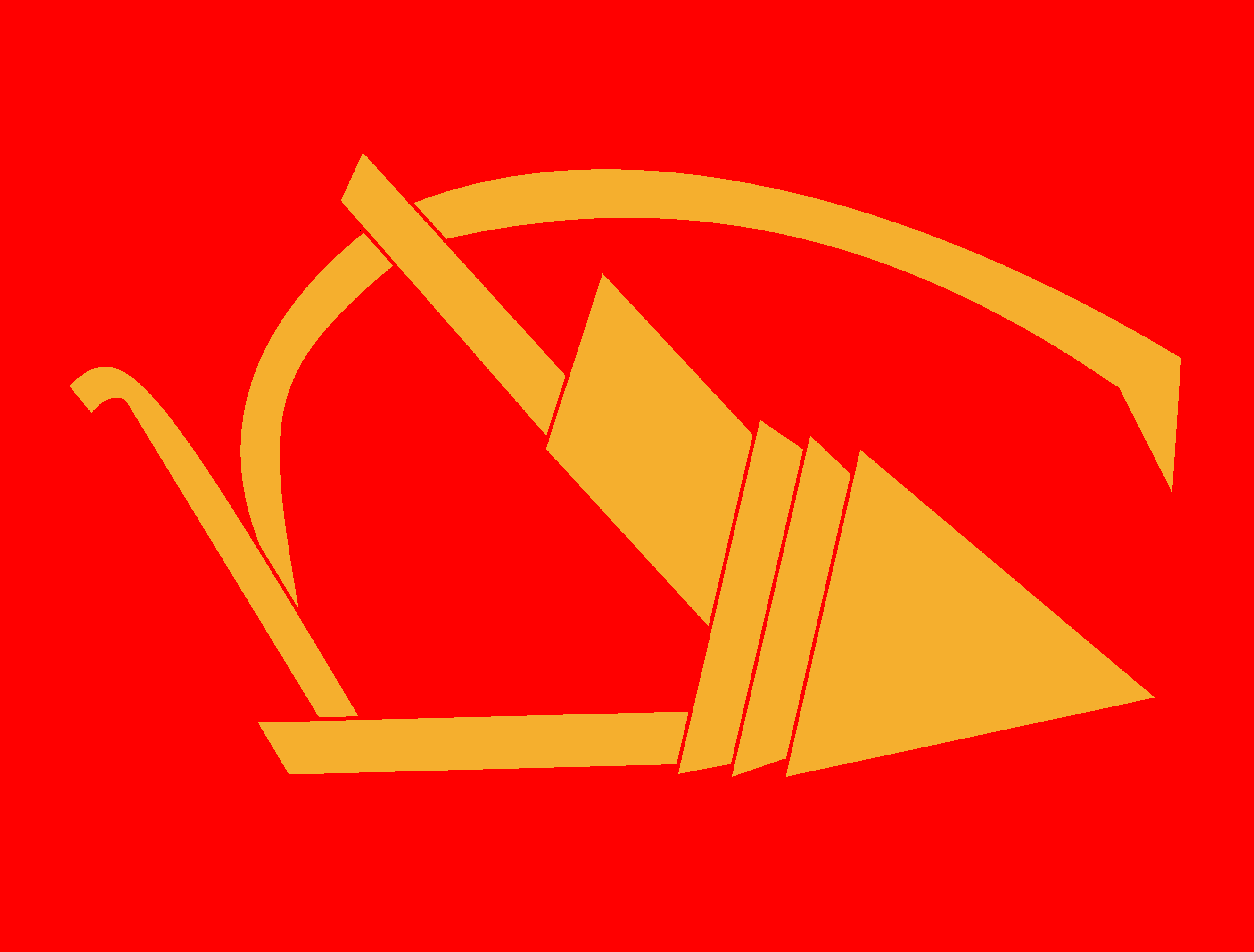

중화전국농민협회(중국어 간체자: 中华全国农民协会, 병음: Zhōnghuá quánguó nóngmín xiéhuì)는 1927년 설립되어 1964년 해산된 중국의 농민단체다. 농민들을 사회주의로 변혁시키는 것을 목표로 했으며, 중국공산당의 지도를 받았다. 중화전국농민협회의 후신은 1964년 설립된 중화전국빈하중농협회(중국어 간체자: 中华全国贫下中农协会, 정체자: Zhōnghuá quánguó pín xiàzhōngnóng xiéhuì)였고, 이 단체는 1986년 사실상 해산되었다.

## 같이 보기
- 펑파이
- 마오쩌둥
- 중국공산당
- 중화전국총공회
- 중국공산주의청년단
- 홍군
- 추수 봉기
- 난창 봉기
- 토지개혁